# Mercedes-Benz Classe CLA
La Mercedes-Benz Classe CLA è un'autovettura sportiva di fascia media prodotta in due generazioni dalla casa automobilistica tedesca Mercedes-Benz.

## Storia
Concepita come "sorella minore" della Classe CLS, della quale voleva riprendere i canoni stilistici da berlina profilata, la CLA cominciò ad essere prodotta a partire dalla fine del 2012, anche se la commercializzazione venne avviata all'inizio dell'anno seguente e per questo il 2013 viene sempre considerato l'anno di debutto della vettura. La "musa" ispiratrice delle prime CLA fu la concept Style Coupé. La seconda generazione, presentata nel gennaio 2019, è invece ispirata all'ultima generazione della CLS. E come la seconda generazione della CLS, anche le due CLA sono previste in una seconda variante di carrozzeria, un tipo di station wagon profilata che viene denominata Shooting Brake. Generalmente la trazione è anteriore, ma alcune motorizzazioni sono ordinabili anche in configurazione a quattro ruote motrici.
| CLA berlina C117 | CLA Shooting Brake X117 | CLA berlina C118 | CLA Shooting Brake X118 | CLA berlina C178 | CLA Shooting Brake X178 |
| ---------------- | ----------------------- | ---------------- | ----------------------- | ---------------- | ----------------------- |
|                  |                         |                  |                         |                  |                         |
|                  |                         |                  |                         |                  |                         |
| 2013-2019        | 2015-2019               | dal 2019         | dal 2019                | dal 2025         | dal 2025                |